# Mats Larsson (fysiker)
Mats Larsson, född 1953, är en svensk fysiker som är verksam som professor i molekylfysik vid Stockholms universitet.

## Biografi
Larsson disputerade 1982 vid Stockholms universitet. Han var under en tid därefter verksam vid KTH innan han återvände till Stockholms universitet som professor. Vid Stockholms universitet har han även varit studierektor och tog 2011 över som föreståndare för Albanova, efter Ulf Wahlgren. Han är sedan 2012 eller 2013 ledamot av Vetenskapsakademiens Nobelkommitté för fysik, samt också ordförande för sektionen för atom- och molekylfysik inom Svenska Fysikersamfundet.
Hans forskning har gällt molekylers växelverkan med elektroner vid låga energier, och utförts bland annat med hjälp av partikelacceleratorer, lagringsringar och lasermetoder. Forskningen har bland annat betydelse för förståelse av molekylbildning i rymden. Från 2010-talet och framåt har Larsson varit involverad i försvaret av flera svenska dopingmisstänkta idrottare. Han lyckades bland annat få styrkelyftaren Kim Mikkelsen frikänd 2013 och har även varit engagerad i fallet kring brottaren Jenny Franssons avstängning.
Larsson är medförfattare till över 340 vetenskapliga publikationer som har citerats totalt över 10 000 gånger, med ett h-index (2021) på 55.

## Utmärkelser
- 1996 - Göran Gustafssonpriset i fysik.
- 2009 - Invald i Kungliga Vetenskapsakademien med nummer 1582, i klassen för fysik.[9]